# Jesús de Polanco
Jesús Polanco Gutiérrez, conegut habitualment com a Jesús de Polanco (Madrid, 7 de novembre de 1929- 21 de juliol de 2007) era un dels empresaris més influents d'Espanya, amb interessos fonamentalment dins del terreny dels mitjans de comunicació. El 2005 se'l va incloure per primera vegada a la llista dels homes més rics del món, de la revista estatunidenca Forbes, a la posició 210. En 2006 ostentava la posició 258 en aquesta revista. Entre les fortunes espanyoles, Jesús de Polanco n'ocupava el cinquè lloc.
Posseïa el 64% de les accions del grup PRISA, que alhora era la primera accionista de Sogecable, amb el 23,6% de les accions. És un dels grups de mitjans de comunicació més importants d'Europa. Produeix el diari El País, el rotatiu generalista amb més tirada a l'estat espanyol; engloba empreses de ràdio com Cadena Ser; de televisió com Cuatro; o la plataforma de televisió de pagament Digital+, l'única plataforma de televisió via satèl·lit d'Espanya. També comptava amb centenars d'emissores de ràdio i de televisió locals, a més d'interessos sobre una multitud d'emissores estrangeres, algunes d'elles, líders al seu país com és el cas de Radio Caracol, de Colòmbia. PRISA compta també amb un fort interès editorial amb firmes com Editorial Santillana, El País Aguilar o les editorials Alfaguara i Altea.

## Biografia
Va néixer el 7 de novembre de 1929 en Madrid, en el si d'una família de militars originària de Cantàbria, comunitat a la que Polanco va estar molt unit. Orfe des de nen, es va pagar els estudis de Dret per la Universitat Complutense, on es va graduar en 1953, venent llibres a domicili. Per aquells temps formava part del Frente de Juventudes: 
| «                                              | Jo vaig conèixer Polanco de jovenet, en el Frente de Juventudes [...]. Allí el vaig veure moltes vegades, en l'època en què tots érem nens del Frente de Juventudes, anys cinquanta, ple fragor del franquisme. | » |
| — Antonio Izquierdo, citat a (Cacho, 1999: 87) | |   |

En 1958 crea l'Editorial Santillana dedicada a la distribució de quaderns de cal·ligrafia i cartilles d'alfabetització. Durant els primers 17 anys d'existència de l'editorial, Polanco es va dedicar modestament a la seva promoció: 
| «                                               | Em va semblar un senyor emprenedor i molt treballador, no gaire comunicatiu, que guanyava els seus diners amb el seu petit negoci [...] | » |
| — Antonio Izquierdo, citat en (Cacho, 1999: 88) | |   |

Amb la reforma educativa del ministre Villar Palasí, concretada en la Llei General d'Educació de 1970, i gràcies a una filtració del Ministeri, Santillana va ser l'única editorial que va tenir llests conforme a la nova llei els llibres de text del curs escolar, la qual cosa va suposar el seu enlairament econòmic en ple franquisme. A més, va mantenir mentre va ser assignatura escolar la publicació de llibres de text i obres relacionades amb la Formación del espíritu nacional, amb la qual s'adoctrinava als joves en la dictadura (1970/1971).
Crea en 1972 el grup Timón i un any després s'incorpora al grup fundador del diari El País on arribarà a exercir com a Conseller Delegat i posteriorment President. En 1976 es comença a publicar El País que durant els primers anys es converteix en el diari més important d'ideologia socialdemòcrata, enfront del conservador ABC abans capdavanter i malgrat diaris amb una ideologia més definida com a Diario 16. Uns anys després, en 1979 inicia la Fundació Santillana, per a la promoció i estudi de noves tècniques educatives i de comunicació, així com la protecció i difusió de la cultura.
En 1984 crea la societat (o holding) Promotora de Informaciones Sociedad Anónima (PRISA). En 1985 incorpora la Societat Espanyola de Radiodifusió (SER) dins del grup PRISA, que presideix des de 1993. Després d'això, va continuar expandint els seus negocis editorials i multimèdia a Hispanoamèrica o Europa.
Era membre de l'Acadèmia Europea de les Ciències i les Arts i del patronat de la Fundació d'Ajuda contra la Drogoaddicció. També copresidia el patronat de la Fundació Escola de Periodisme.
Va estat casat dues vegades. Isabel Moreno Puncel va ser la seva primera dona i mare dels seus quatre fills, de la qual va separar en 1989 després de 32 anys de matrimoni. En 2003 posava fi a 19 anys de convivència i 11 de relació matrimonial amb Mariluz Barreiros, filla de Eduardo Barreiros Rodríguez. Polanco i Mariluz Barreiros s'havien casat el 31 de març de 1992.
Va morir a Madrid, als 77 anys, el 21 de juliol de 2007 víctima d'un mieloma múltiple, malaltia hematològica que afecta, principalment, a la medul·la òssia. Amb anterioritat, el 16 de novembre de 2006, el Consell d'Administració de PRISA havia decidit nomenar com a successor seu al capdavant del grup mediàtic al seu fill, Ignacio Polanco Moreno, de 52 anys. L'últim acte públic de Jesús de Polanco va ser en juny de 2007, en una reunió celebrada a Lisboa per l'equip directiu de PRISA.
Va ser enterrat al cementiri de l'Almudena enmig d'una gran assistència de persones. A l'enterrament, oficiat pel jesuïta José María Martín Patino, van assistir nombroses personalitats del món de la política, cultura, economia i el periodisme: l'expresident del govern espanyol, Felipe González; l'expresident de Colòmbia i president de la Fundación Santillana a Amèrica, Belisario Betancur; l'alcalde de Madrid, Alberto Ruiz-Gallardón; el president de la Generalitat de Catalunya, José Montilla; el de la Junta d'Andalusia i president del PSOE, Manuel Chaves; l'alcalde de Sevilla, Alfredo Sánchez Monteseirín; alguns ministres del Govern; Enrique Valentín Iglesias García, secretari general iberoamericà; Javier Solana, alt representant de Política Exterior de la Unió Europea; Javier Godó, president de La Vanguardia; Santiago Ybarra, de Vocento; Jaime Castellanos, ex president de Recoletos; el president d'El Corte Inglés, Isidoro Álvarez Álvarez; de La Caixa, Isidre Fainé; de Telefónica, César Alierta; de Banesto, Ana Patricia Botín; d'ACS, Florentino Pérez; d'Hispasat, Petra Mateos; d'Iberdrola, Ignacio Sánchez Galán; el conseller delegat d'Inditex, Pablo Isla; Carlos i Juan March, banquers; Gerardo Díaz Ferrán, president de la CEOE; Emilio Ybarra Churruca, ex president del BBVA; Jaime Terceiro, ex president de Caja Madrid; Luis Ángel Rojo, ex governador del Banc d'Espanya; l'escriptor i premi Nobel José Saramago i la seva esposa Pilar del Río; l'escriptor Fernando Delgado; la directora del MACBA, Ainhoa Grandes; el cardiòleg Valentí Fuster Carulla, el president del Futbol Club Barcelona, Joan Laporta; els rectors Ángel Gabilondo (Universitat Autònoma de Madrid), Salvador Ordóñez (Universitat Internacional Menéndez Pelayo) i Carlos Berzosa (Universitat Complutense de Madrid); entre d'altres.

## Crítiques
Diferents mitjans, com el diari El Mundo o l'emissora radiofònica COPE, el consideren «el braç mediàtic del PSOE». Així mateix, afirmen que PRISA, grup multimèdia propietat de Polanco, constitueix un «monopoli» mediàtic forjat gràcies als «favors rebuts del PSOE». Després dels atemptats a Madrid el dia 11 de març de 2004, el Partido Popular i alguns mitjans de comunicació van acusar l'emissora de ràdio Cadena SER, controlada per PRISA, d'haver agitat l'opinió pública per provocar la victòria del PSOE a les Eleccions generals espanyoles de 2004. La cadena de ràdio va desmentir-ho i feu públiques a la seva pàgina web els enregistraments dels dies compresos entre l'atemptat i les eleccions generals de 2004.
Va aconseguir la llicència de televisió per al seu canal de televisió de pagament Canal+ d'una manera polèmica, perquè el concurs públic oferia només dues llicències per emetre en obert, i el ministeri va afegir una tercera llicència per televisió de pagament que és la que se li va concedir a aquest canal.
El grup també ha rebut crítiques per aspectes com el litigi entorn d'Antena 3 Ràdio o la fusió entre Canal Satèl·lit Digital (propietat de PRISA) i Via Digital (cadena creada per Telefónica, a iniciativa del govern del PP per tal de, juntament amb la que es va dir «guerra dels descodificadors», tractar de restar abonats a Canal Satèl·lit Digital) que va donar lloc a l'actual Digital+, duta a terme durant la segona legislatura del Partit Popular, després del rotund fracàs econòmic de Vía Digital.
En 2005, ja amb el govern de José Luis Rodríguez Zapatero (PSOE), el seu grup mediàtic va cursar una petició formal al Govern per a la modificació de la llicència d'emissió de Canal+, que va ser concedida, no sense crítiques de la resta de cadenes televisives com Tele 5 o Antena 3, ja que ho consideraven un tracte de favor per part del Govern a la cadena del grup de Jesús de Polanco, i gràcies a la qual aquest grup va disposar, a partir de novembre d'aquest any, d'una cadena de televisió en obert, el canal Cuatro.
Periodistes vinculats a mitjans com El Mundo l'han fet permanentment blanc de les seves crítiques. Així se li ha retret la seva pertinença juvenil al Frente de Juventudes («centúria García Morato»). També se li ha criticat la seva hipocresia, sent capdavanter en la lluita contra el PP i la dreta espanyola, havent-se beneficiat dels favors del franquisme i a les dictadures del Con Sud com Argentina.

## Polèmiques
En 1997 Jesús de Polanco va ser processat, juntament amb el Consell d'Administració del Grup PRISA per l'anomenat cas Sogecable. Segons les querelles presentades pel periodista Jaime Campmany i el professor de Dret financer Francisco Javier Sáinz Moreno, l'empresa Sogecable, filial del Grup Prisa, hauria "utilitzat indegudament els dipòsits de garantia dels abonats quan, per disposició legal, haurien d'haver romàs en un compte a part". En la biografia autoritzada de Baltasar Garzón, Garzón, el hombre que veía amanecer, escrita per Pilar Urbano i publicada en 2000, l'exjutge assenyalà Antonio García-Trevijano com el cervell de la suposada trama que destapà les irregularitats. Es va fer càrrec del sumari el jutge Javier Gómez de Liaño qui va arribar a impedir la sortida a Polanco d'Espanya i a imposar-li una fiança de 200 milions de pessetes per no entrar en la presó. La denúncia va ser finalment sobreseguda i Polanco es va querellar contra el jutge Gómez de Liaño, qui va ser condemnat per prevaricació en la instrucció del cas i expulsat de la judicatura pel Tribunal Suprem. Gómez de Liaño fou indultat posteriorment pel govern de José María Aznar. Més endavant el Tribunal Europeu de Drets Humans va determinar que Gómez de Liaño no havia tingut un judici imparcial per part dels tribunals espanyols.
El 2 de març de 2007, en la Junta General d'Accionistes del Grup PRISA, Jesús de Polanco, en una resposta a un accionista en el torn d'intervencions, va acusar de manera implícita a sectors del Partit Popular de desitjar tornar a la Guerra Civil i en la qual va titllar de franquista la manifestació del 10 de març d'aquest mateix any convocada pel PP amb el lema Espanya per la llibertat. No més cessions a ETA. reclamant, al mateix temps, la creació d'un partit de dreta modern i laic.
Després d'aquestes afirmacions el Partit Popular va anunciar un boicot als mitjans del Grup PRISA mentre Jesús de Polanco no rectifiqués les seves acusacions.

## Premis i reconeixements
- 1994: Premi Juan Lladó pel suport a la cultura i a la recerca.
- 1997: Anomenat «fill adoptiu» de Cantàbria «per la seva defensa de les llibertats».
- 1997: Honoris causa en Humanitats per la Brown University dels Estats Units.
- 1999: Membre d'honor de l'Instituto Caro y Cuervo de Bogotà, «per la seva labor a favor de la cultura i de l'idioma a les seves diverses àrees».
- 2002: Medalla d'or del Spanish Institute de Nova York.
- 2003: Premi Montblanc al Mecenatge de les Arts, pel seu suport incondicional a la Fundació Santillana, promotor de la seva creació.
- 2004: Rep la Legió d'Honor de França «en justa recompensa a una trajectòria personal brillant, aconseguint construir amb gran èxit un dels majors grups de comunicació europeu».
- 2005: Entra per primera vegada en la llista dels més rics de Forbes ocupant la posició 210.
- 2007: Premi Antonio de Sancha de l'Associació d'Editors de Madrid pocs dies abans de la seva mort.[16]